# 上野鈴華
上野 鈴華（うえの りんか、2000年10月5日 - ）は、日本の俳優。Nabura所属。
趣味は映画鑑賞。特技はクラシックバレエ、空手、バスケットボール。
母は元ベリーズのメンバーである大西浩美。

## 人物
特技はダンス(クラシックバレエ、ジャズダンス)・空手。趣味は映画鑑賞。

## 出演

### 映画
- ミッドナイトスワン（2020年） - 桑田りん 役[1]
- ショコラの魔法（2021年） - 小泉真理恵 役[2]
- レッドブリッジ / レッドブリッジ ビギニング（2022年） - ヒロイン・ミナ 役[3]

### テレビドラマ
- 警視庁・捜査一課長season5 第4話（2021年5月6日、テレビ朝日）
- 半径5メートル 第4話（2021年5月21日、NHK総合）- 怜奈 役
- Get Ready! 第3話（2023年1月22日、TBS） - 安達未来 役[4][5]

### 舞台
- PARCO Produce公演『転校生』（2019年8月17日 - 27日、紀伊國屋ホール[6]）（作：平田オリザ、演出：本広克行）

### CM
- Ario『Ario バザール』
- オロナミンC『元気はつよいぞ。スピーチ』篇
- 小さなお葬式『家族想い』篇
- 日清製粉ウェルナ企業広告『あったかな、ウェルナ』篇
- 銀座ヨシノヤの学生靴『すすめ！私の物語。』篇

### MV
- 大橋トリオ『S・M・I・L・E・S』

### その他
- ショートフィルム アルキスマホ